# Saturn Outlook

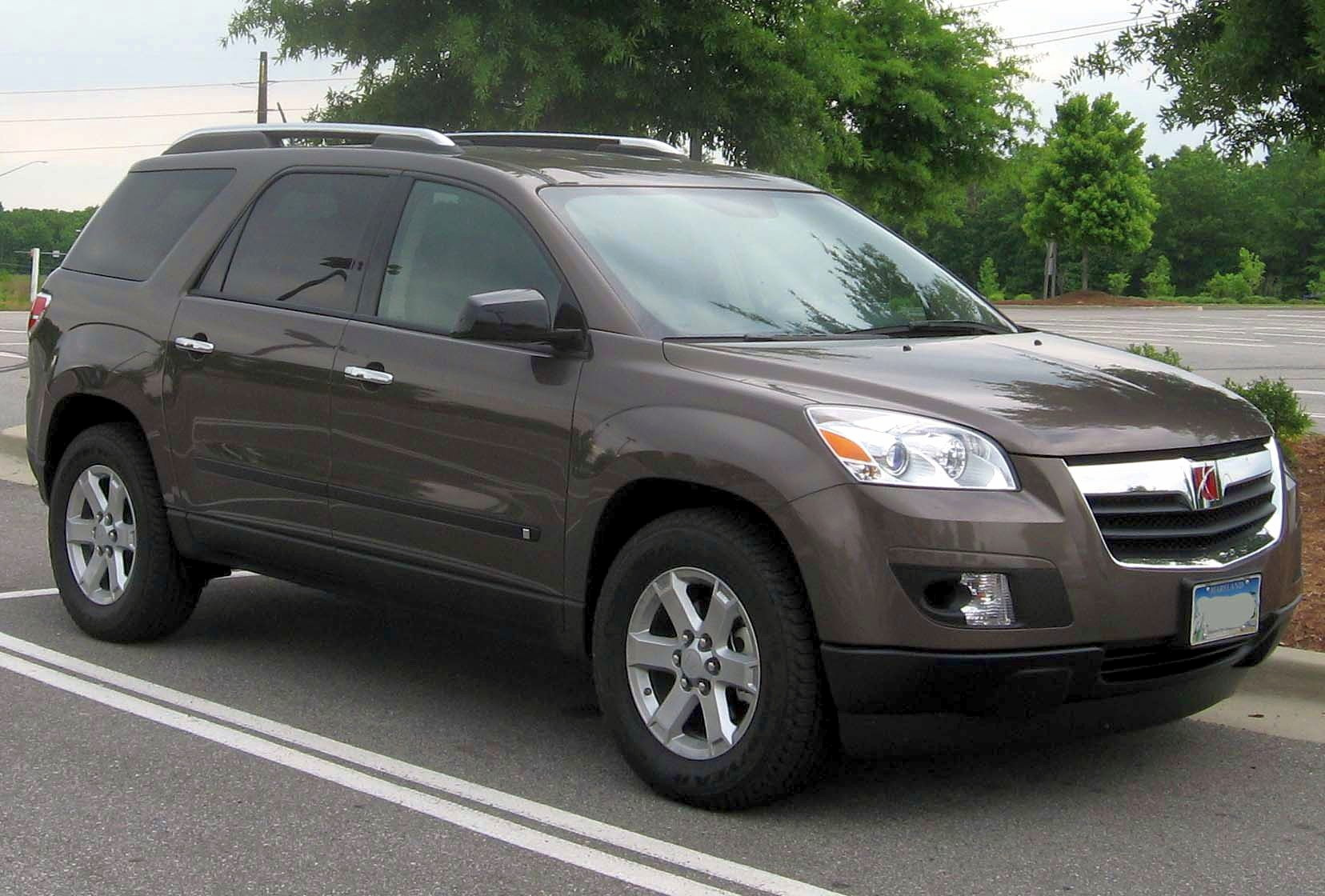
Saturn Outlook XE del 2007

El Saturn Outlook és un vehicle tot camí de grandària mitjana (Edmunds.com el considera vehicle multisegment) ubicat per sobre del VUE fabricat per GM a la fàbrica Delta Township, Michigan i venut sota la marca de Saturn; substitueix a l'anterior Relay des del 2007.
Des del seu inici, la seva concepció ha estat motiu d'atenció; per una banda té un aspecte de vehicle utilitari esportiu i per l'altra, de furgoneta, a causa de la capacitat que té -car pot acomodar 8 persones-. Tot i així, les seves vendes en el seu primer any han estat de 34.748 unitats  Arxivat 2016-03-03 a Wayback Machine..
Rivals d'aquest són el Mazda CX-9, Toyota Highlander, Honda Pilot i Ford Taurus X.

## Informació general
Fabricat sobre el xassís Lambda que comparteix amb els GMC Acadia i Buick Enclave; com en aquests, disposa de la 3a fila de seients, podent donar espai per a 8 persones (o 7 en funció del que esculli el client); pot elegir-se en tracció davantera o en tracció integral, tant en el paquet XE com l'XR, associades ambdós paquets amb una transmissió automàtica de 6 velocitats.
Dimensions de l'Outlook:
- Batalla (Wheelbase): 3,020 m (118.9 in)
- Llargada (Length): 5,098 m (200.7 in)
- Amplada (Width): 1,986 m (78.2 in)
- Alçada (Height): 1,775 m (69.9 in)

| Equipament | Motor        | Potència | Torsió  | Transmissió       |
| ---------- | ------------ | -------- | ------- | ----------------- |
| XE         | 3.6 L LY7 V6 | 270 hp   | 331 N·m | 6-velocitats 6T75 |
| XR         | 3.6 L LY7 V6 | 275 hp   | 335 N·m | 6-velocitats 6T75 |

La diferència de potència entre les 2 versions rau en el fet que la versió XR té doble escapament; aquesta mateixa afegeix al XE acabaments amb fusta a l'interior, climatitzador dual, volant folrat de pell i barres al sostre entre d'altres.
Encara que pugui semblar que mecànicament sigui escàs, cal esmentar que la versió XE cobreix els 0-60 mph en 8,2 s.

## Seguretat
La NHTSA atorga al Saturn Outlook del 2008 5 estrelles en les proves de xoc frontal (tant passatger com conductor) i xoc lateral (tant davanter com posterior) .

## Informació mediambiental
El Saturn Outlook del 2008 obté uns consums de 24 mpg (9,8 l/100 km) en carretera i 16 mpg (14,7 l/100 km) en ciutat, amb una mitja de 19 mpg (11,4 l/100 km) i unes emissions de 9,6 tones de CO2 anuals. La seva puntuació sobre contaminació (EPA Air Pollution Score, on el 0 és el pitjor i 10 és el millor) és d'un 6 .